# 趙弼
趙弼（？—？），字廷直，雲南大理府太和縣人，軍籍，明朝政治人物。

## 生平
雲南鄉試第九名舉人。成化十七年（1481年）中式辛丑科三甲第六十九名進士，担任知县，后官太仆寺丞。

## 家族
曾祖趙勢；祖父趙順；父趙圭，母李氏；繼母楊氏。